# Anorrhinus
Anorrhinus là một chi chim trong họ Bucerotidae.

## Hình ảnh

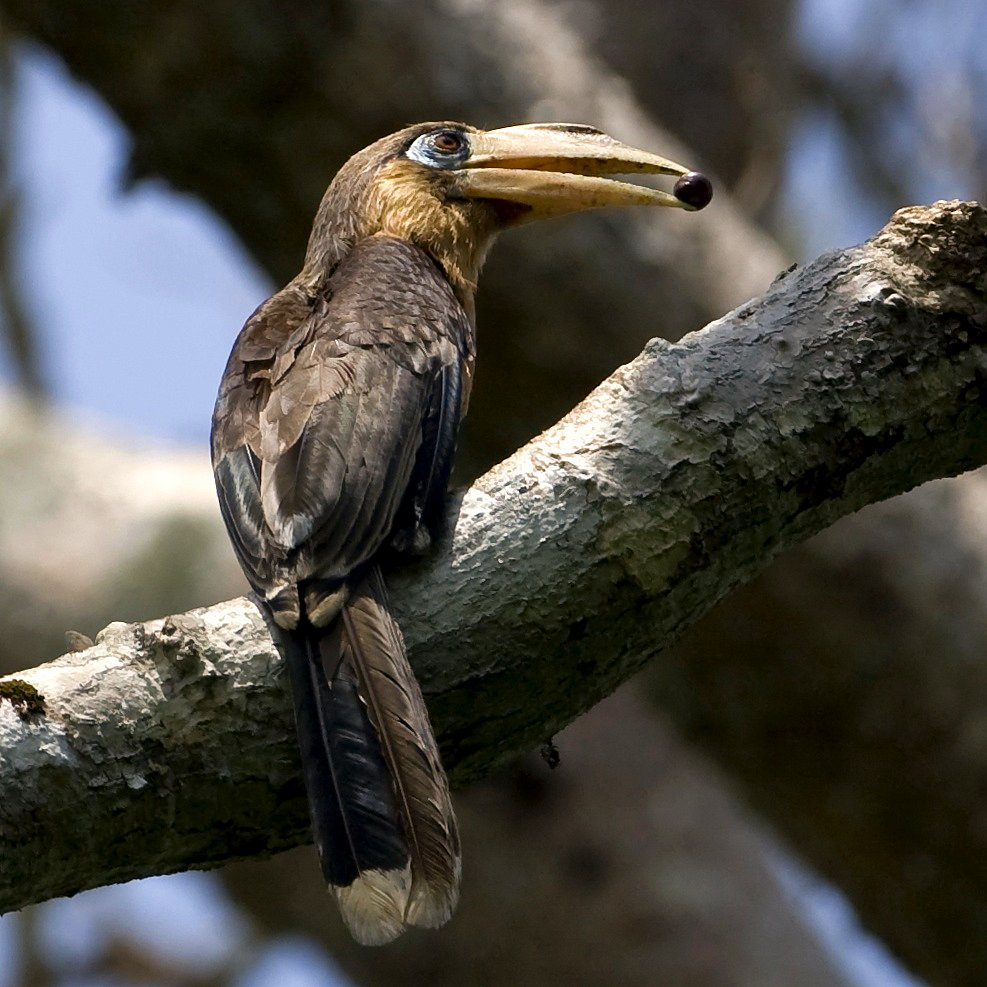
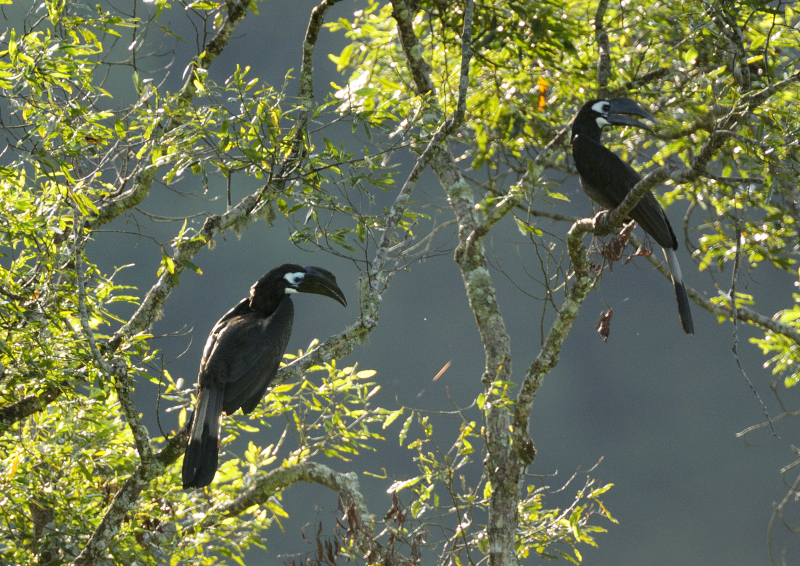
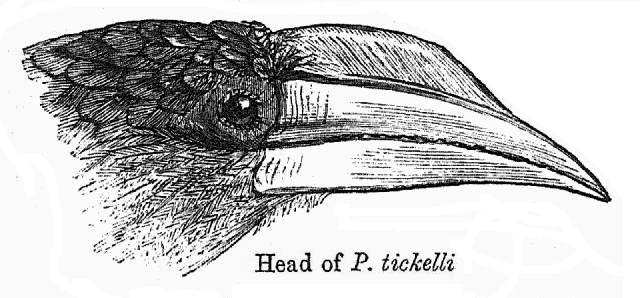
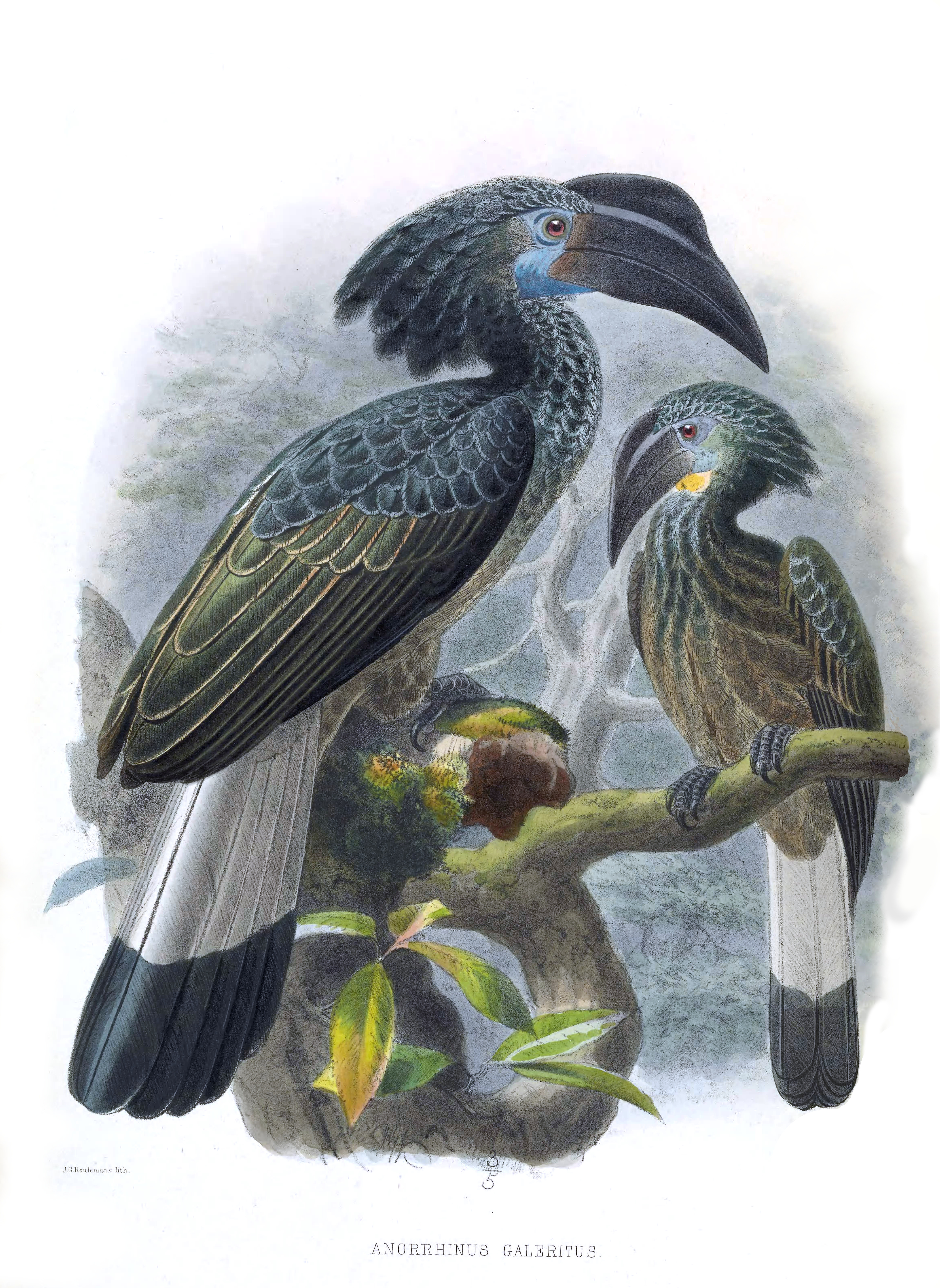
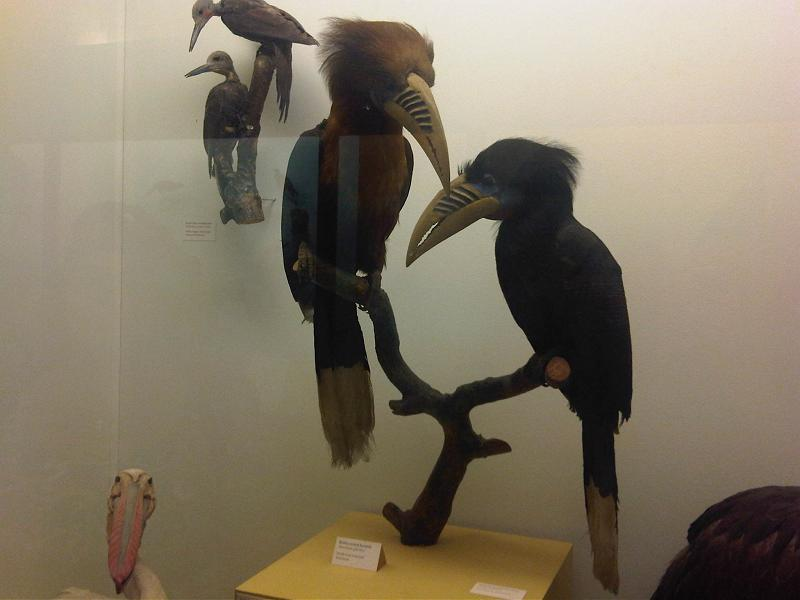

## Các loài
- Anorrhinus austeni
- Anorrhinus tickelli
- Anorrhinus galeritus